# 50S
50 je veća podjedinica 70S ribozoma prokariota. Ona sadrži mesto inhibicije za antibiotike poput makrolida, hloramfenikola, klindamicina, i pleuromutilina. Ovaj kompleks sadrži 5S ribozomnu RNK i 23S ribozomnu RNK.

## Struktura
50S, koja je ekvivalentna sa 60S ribozomalnom podjedinicom eukariotskih ćelija, je velika podjedinica 70S ribozoma prokariota. 50S podjedinica se prvenstveno sastoji od proteina ali isto tako sadrži i jednolančanu RNK poznatu kao ribozomna RNK (rRNK). rRNK formira sekundarne i tercijarne strukture kojima se održava aktivna struktura ribozoma.

## Literatura
- Nissen P, Hansen J, Ban N, Moore P, Steitz T (2000). “The structural basis of ribosome activity in peptide bond synthesis”. Science 289 (5481): 920-29.
- Schmeing T, Huang K, Strobel S, Steitz T (2005). “An induced-fit mechanism to promote peptide bond formation and exclude hydrolysis of peptidyl-tRNA”. Nature 438: 520-24.
- Basu A, Ghosh J, Bhattacharya A, Pal S, Chowdhury S, DasGupta C (2003). “Splitting of ribosome into its subunits by unfolded polypeptide chains”. Current Science 84: 1123-25.

## Spoljašnje veze
- 23S+Ribosomal+RNA на 
- 5S+Ribosomal+RNA на 